# Маклэнахан, Сара
Сара Маклэнахан (Sara S. McLanahan; род. 1941) — американский социолог, специалист по демографии семьи, неравенству и социальной политике.
Доктор философии (1979), профессор Принстонского университета, член Национальной АН США (2011) и Американского философского общества (2016).
Отмечена Distinguished Scholar Award от American Sociological Association (2004) и Robert J. Lapham Award (2019).
Окончила Хьюстонский университет (1974).
Степени магистра (1976) и доктора философии (1979) по социологии получила в Техасском университете в Остине.
В 1979-1981 годах постдок в Висконсинском университете, затем там же с 1981 года ассистент-профессор, с 1986 года ассоциированный профессор, в 1989—1992 годах профессор социологии.
С 1990 года профессор Принстона, в настоящее время именной профессор William S. Tod Professor of Sociology and Public Affairs. Главный редактор журнала The Future of Children (с 2004). Входит в совет попечителей Russell Sage Foundation. Являлась президентом Population Association of America. Член American Academy of Political Science (2005) и Американской академии искусств и наук (2019). В 2016 году удостоилась почётной степени от Северо-Западного университета.
Автор более 180 статей и семи книг.

## Книги
- Children and the Great Recession (2016)
- Fathers Under Fire: The Revolution in Child Support Enforcement (1998)
- Social Policies for Children (1996)
- Growing Up with a Single Parent (1994)
- Child Support and Child Wellbeing (1994)
- Child Support Assurance: Design Issues, Expected Impacts, and Political Barriers, as Seen from Wisconsin (1992)
- Single Mothers and Their Children: A New American Dilemma (1986)